# Touahria
Touahria ou Blad Touaria est une commune de la wilaya de Mostaganem en Algérie.

## Toponymie
Peut être pâturage de moutons , en tamazight ahrouy moutons.

## Démographie
Selon le recensement général de la population et de l'habitat de 2008, la population de la commune de Touahria est évaluée à 7 593 habitants contre 6 674 en 1998.

## Personnalités liées à la commune
- Cheikh Hamada, chanteur né à Blad Touahria